# إدارة أصول البنية التحتية

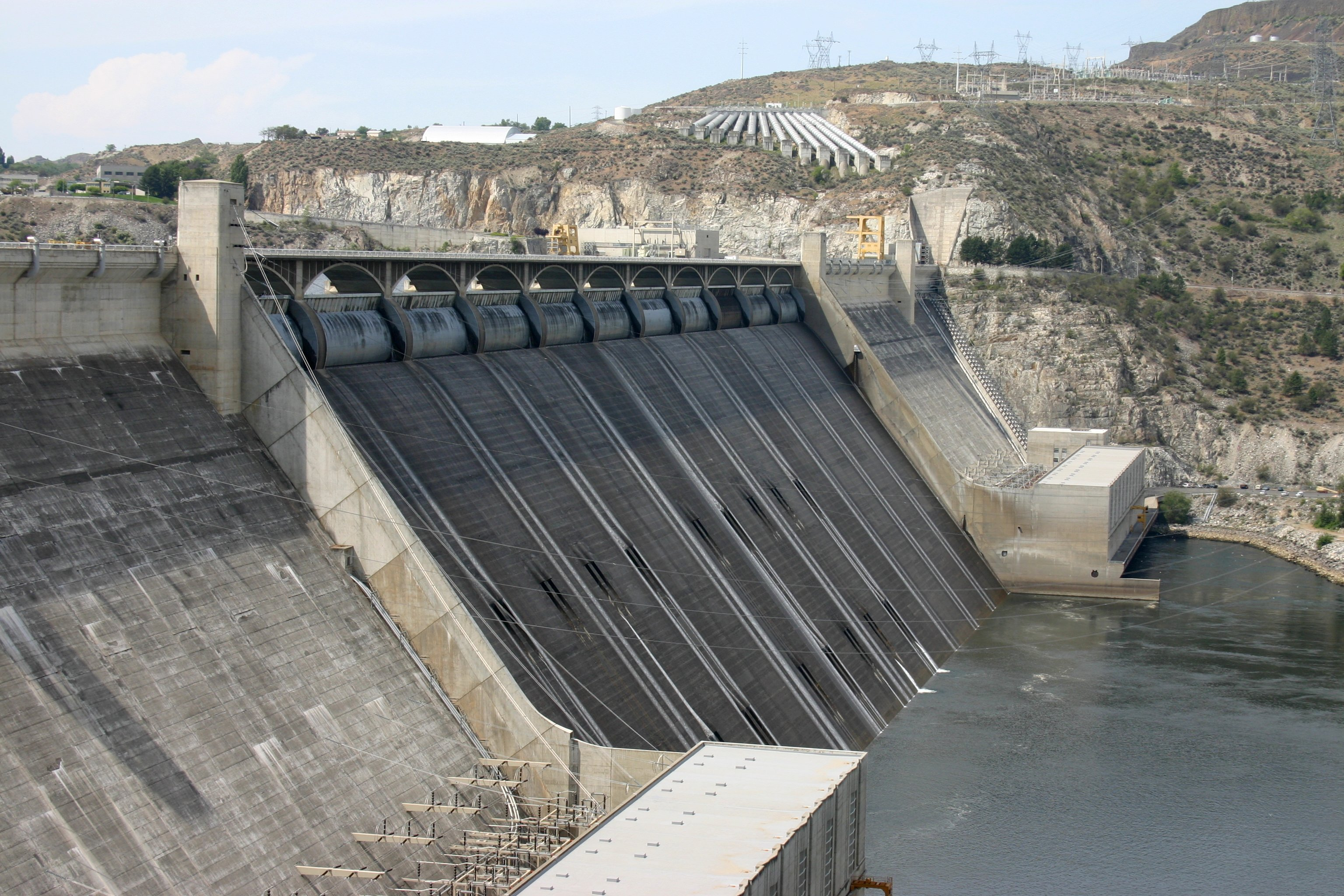

إدارة أصول البنية التحتية (بالإنجليزية: Infrastructure Asset Management)‏ هي علم وممارسة تحريك القيمة القصوى من البنية التحتية المادية. بكلمات بسيطة، يشمل تطبيق قواعد إدارة الأصول على إدارة البنية التحتية. تركز إدارة الأصول على المراحل اللاحقة من دورة حياة المنشأة، خاصة الصيانة وإعادة التأهيل والاستبدال. تستخدم إدارة الأصول على وجه التحديد أدوات برمجية لتنظيم بعض الاستراتيجيات وتنفيذها بهدف الحفاظ على عمر خدمة البنية التحتية طويلة الأجل وإطالة أمدها. في القرن الحادي والعشرين، أصبح التكيف مع تغير المناخ جزءًا مهمًا من إدارة أصول البنية التحتية.
إدارة الأصول هي الإجابة على هذه الأسئلة.
- ما الذي نملكه؟
- ما هي قيمتها؟
- ما هي حالتهم؟
- ما المتوقع الحياة؟
- ما لإصلاح أولا؟

## الأنشطة الرئيسية
الأنشطة الرئيسية لإدارة أصول البنية التحتية هي كما يلي.

### جرد الأصول
جرد الأصول يتضمن قائمة الأصول المختلفة وموقعها وحالتها. تستخدم قواعد البيانات و نظم المعلومات الجغرافية لإنشاء مخزون جيد.

### النمذجة التدهور
نمذجة التدهور هي عملية التنبؤ بحالة الأصول في المستقبل. هذا هو الأساس لإجراءات الصيانة في المستقبل. جمع البيانات هو نشاط مهم لتطوير نماذج التدهور. بيانات الحالة هي الأساس لتطوير نماذج التدهور.

### مستوى الخدمة
يجب تحديد مستويات الخدمة وترتبط باستراتيجيات إدارة الأصول. يمكن أن يستند التعريف إلى الحالة المادية أو رضا العملاء.

### التكلفة والتمويل
يجب تحديد الموارد اللازمة لتمويل مختلف التكاليف والمساهمات لكل مصدر. مصادر التمويل وعادة ما تكون الضرائب ورسوم المستخدم.